# Michal Prokop
Michal Prokop (* 1. April 1981 in Prag) ist ein ehemaliger tschechischer Radrennfahrer, der im BMX Racing und im Mountainbikesport in den Disziplinen Four Cross und Enduro aktiv war.

## Werdegang
Seine Radsportkarriere begann Prokop mit dem BMX. 1998 und 1999 wurde er Juniorenweltmeister im BMX-Racing bei den UCI-BMX-Race-Weltmeisterschaften. Daneben startete er auch regelmäßig im BMX-Freestyle, vor allem im Dirt. Parallel begann er 1997 mit dem Mountainbikesport, zunächst im Dual-Slalom, ab 2002 im Four Cross nach dessen Einführung die UCI.
Seine stärksten Jahre hatte Prokop von 2003 bis 2007, in denen er zur Weltspitze sowohl im Four Cross als auch im BMX-Racing gehörte. Im Fourcross wurde er 2003 und 2006 Weltmeister sowie 2003 und 2004 Europameister. In den Jahren 2004 und 2006 gewann er die Weltcup-Gesamtwertung im Four Cross, 2003, 2005 und 2007 wurde er jeweils Zweiter. Im BMX-Racing stand er 2003 und 2004 auf dem Podium der Weltmeisterschaften im BMX-Cruiser, 2004 wurde er Europameister. 2003, 2004 und 2006 wurde er Dritter bzw. Zweiter der Gesamtwertung im BMX-Weltcup.
In der Saison 2008 konzentrierte sich Prokop auf das BMX-Racing, um an den Olympischen Sommerspielen in Peking teilzunehmen. Dort startete Prokop im BMX-Rennen der Männer, schied aber bereits im Viertelfinale aus.
Danach wurde Prokop 2009 noch einmal Europameister im Four Cross, in der Saison 2011 gewann das dritte Mal die Weltmeisterschaften sowie noch ein Weltcup-Rennen. Gelegentlich probierte er sich bereits in anderen Disziplinen aus, unter anderem im Pumptrack und im Downhill.
2012 nahm er an einem Enduro-Rennen teil, worauf er sich ab der Saison 2013 vermehrt, ab 2015 bis 2018 vollständig dem MTB-Enduro zuwendete. Dabei gewann er die nationale Enduro-Serie in Tschechien sowie die Specialized-SRAM Enduro Series und die Scott Enduro Series.
Seit 2017 organisiert Prokop in Tschechien Rennen im Blinduro, eine Abwandlung des Enduro, bei der die Streckenführung unbekannt ist und daher vorher nicht besichtigt werden kann und die Teilnehmer komplett auf sich allein gestellt sind.

## Ehrungen
Im Jahr 2006 wurde Prokop in Tschechien zum Radsportler des Jahres gewählt.

## Erfolge
| 2003 - Weltmeister – Four Cross 4X - Europameister – Four Cross 4X 2004 - Weltmeisterschaften – Four Cross 4X - Europameister – Four Cross 4X - drei Weltcup-Erfolge – Four Cross 4X - Gesamtwertung UCI-MTB-Weltcup – Four Cross 4X 2005 - drei Weltcup-Erfolge – Four Cross 4X 2006 - Weltmeister – Four Cross 4X - vier Weltcup-Erfolge – Four Cross 4X - Gesamtwertung UCI-MTB-Weltcup – Four Cross 4X 2009 - Europameister – Four Cross 4X 2010 - Weltmeisterschaften – Four Cross 4X 2011 - Weltmeister – Four Cross 4X - ein Weltcup-Erfolg – Four Cross 4X | 1998 - Europameister (Junioren) – Race 1999 - Europameister (Junioren) – Race 2002 - Weltmeisterschaften – Cruiser 2003 - Weltmeisterschaften – Cruiser 2004 - Europameister – Cruiser |